# Paleanotus intermedius
Paleanotus intermedius är en ringmaskart som beskrevs av Orensanz 1972. Paleanotus intermedius ingår i släktet Paleanotus och familjen Chrysopetalidae. Inga underarter finns listade i Catalogue of Life.